# Río Chico (Antioquia)
El río Chico es un río colombiano, corriente de agua importante del Norte antioqueño, que nace en el alto de Zulia a 3.200 MSNM en el complejo Páramo de Belmira-Santa Inés; este río es la principal corriente hídrica del municipio de Belmira y el principal tributario del río Grande.

## Cuenca
El río Chico nace en lo alto del  Páramo de Belmira-Santa Inés y discurre por todo el municipio de Belmira de norte a sur, atravesando su cabecera urbana, aguas abajo ronda el centro poblado de Las Playas en este mismo municipio y no vuelve a atravesar ningún centro urbano, convirtiéndose en un río rural que más abajo baña parte del territorio de Entrerríos y San Pedro de los Milagros; desembocando a 2290 MSNM aproximadamente al  río Grande por medio del embalse Riogrande II; brindando así parte del agua que se consume en la actualidad en la ciudad de Medellín; por la zona rural de Donmatías solía pasar el río Chico y este desembocaba directamente al curso del río Grande; sin embargo estos territorios los ocupa en la actualidad el gran cuerpo lacustre de  Riogrande II, que ha colocado la desembocadura del río Chico mucho más al occidente de lo que era en la antigüedad.
Sus aguas son hogar de truchas, lo cual ha hecho famoso al municipio de Belmira y ha institucionalizado las "Fiestas de la trucha" en la localidad.
Al desembocar la quebrada Santa Bárbara, que viene de San Pedro de los Milagros, trae consigo problemas de contaminación de este lugar, lo cual genera que la calidad del río Chico disminuya notablemente desde este punto hasta su desembocadura.

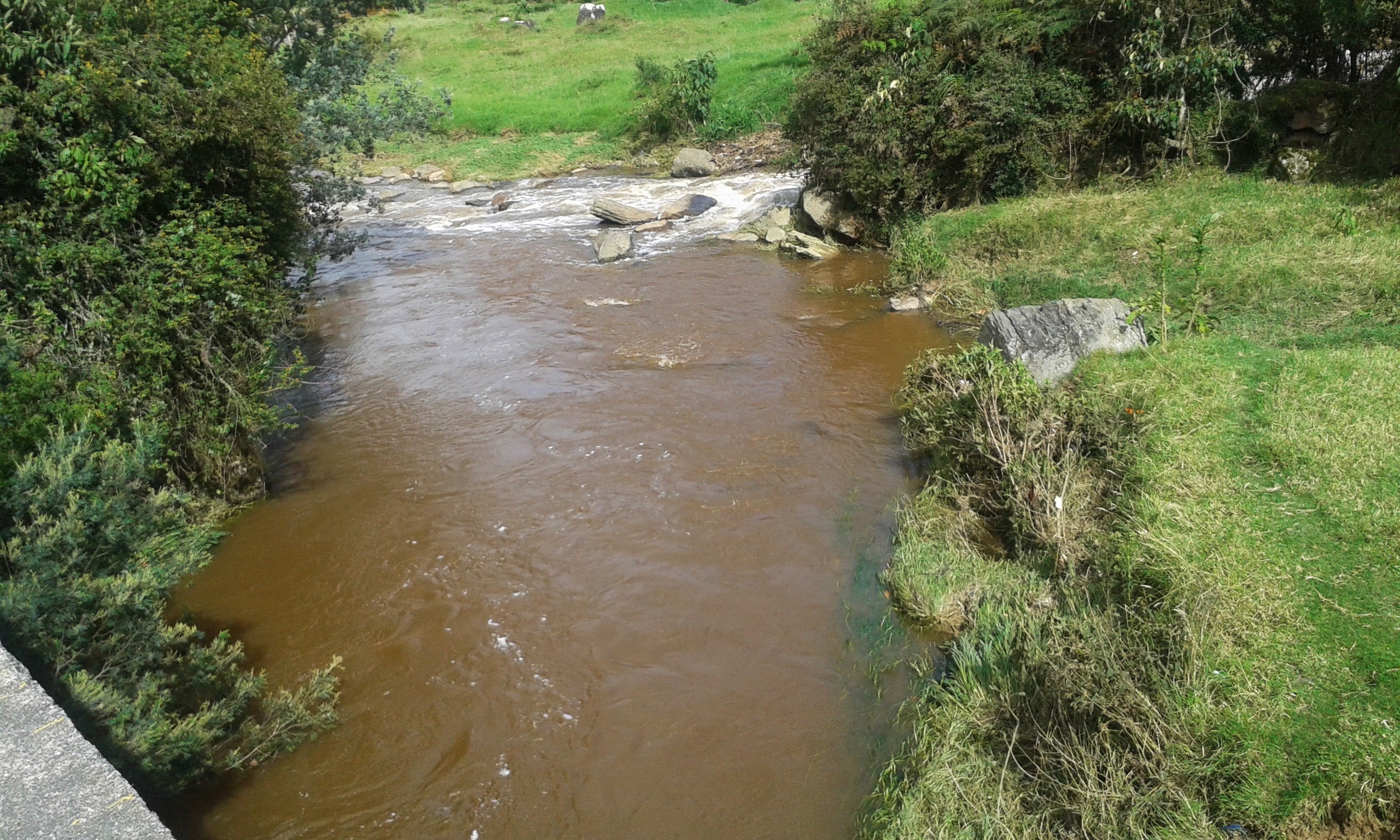
Río Chico en San Pedro de los Milagros

La cuenca del río Chico, por fortuna, es una de las más protegidas institucionalmente en el departamento de Antioquia, grandes esfuerzos de los gobiernos locales y departamental han generado que el  Páramo de Belmira-Santa Inés, donde nace, sea una de las zonas actualmente mejor conservadas de Norte antioqueño, contrario a lo que sucede en la cuenca de su río madre, el Grande, que sufre desprotección institucional.